# 협계 배씨
협계 배씨(俠溪裵氏)는 황해북도 신계군을 본관으로 하는 한국의 성씨이다. 시조는 배진(裵縉)은 고려에서 합문사인(閤門舍人)을 지냈다.

## 참고 자료
- “협계배씨(俠溪裵氏)”. 뿌리를 찾아서.[깨진 링크(과거 내용 찾기)]